# Úherce (okres Plzeň-sever)
Úherce (německy Auherzen) jsou obec v okrese Plzeň-sever v Plzeňském kraji. Žije v ní 435 obyvatel.

## Název
Název vesnice je odvozen z označení obyvatele Uher. V historických pramenech se jméno objevuje ve tvarech: Vherci (1213), Wherti (1272), Vhrzecz (1367), z Úhrec (1433) Ouhercí (1654) nebo Auherzen (1788).

## Historie
První písemná zmínka o obci pochází z roku 1213.

## Obyvatelstvo
| Rok            | 1869 | 1880 | 1890 | 1900 | 1910 | 1921 | 1930 | 1950 | 1961 | 1970 | 1980 | 1991 | 2001 | 2011 | 2021 |
| -------------- | ---- | ---- | ---- | ---- | ---- | ---- | ---- | ---- | ---- | ---- | ---- | ---- | ---- | ---- | ---- |
| Počet obyvatel | 392  | 451  | 451  | 430  | 537  | 561  | 592  | 460  | 449  | 380  | 319  | 244  | 241  | 324  | 421  |
| Počet domů     | 41   | 41   | 51   | 54   | 56   | 57   | 90   | 111  | 108  | 92   | 87   | 86   | 95   | 113  | 133  |

## Obecní správa
Mezi lety 1850–1960 byly Úherce obcí v okrese Stříbro (1850–1930), posléze v okrese Stod (1950) a později v okrese Plzeň-sever. V letech 1960–1971 patřily jako část obce k Zbůchu a od 26. listopadu 1971 jsou opět samostatnou obcí, kdy se konaly obecní volby.

### Obecní symboly
Znak a vlajka byly obci uděleny rozhodnutím předsedkyně Poslanecké sněmovny Parlamentu České republiky dne 12. dubna 2013.

## Pamětihodnosti
- Kostel svatého Josefa
- Brána usedlosti čp. 19 s kapličkou Božího Těla
- Na obdélné návsi orientované ke světovým stranám stojí v ohradních zdech usedlostí čp. 1, 19, 22 a 64 čtveřice kaplí.[10]
- Do západní části katastrální území obce zasahuje část přírodní rezervace Janovský mokřad.

## Osobnosti
Na přelomu 19. a 20. století tu působil statkář a politik Vinzenz Hofmann, poslanec zemského sněmu a Říšské rady.